# Buchstabe mit Doppelstrich

Einige der grundlegenden Zahlenmengen werden häufig durch Buchstaben mit Doppelstrich bezeichnet.

Bei Buchstaben mit Doppelstrich, auch lichte Buchstaben genannt, werden einer oder mehrere Striche des Buchstabens – häufig ein senkrechter – doppelt nachgezeichnet. Diese Art der Schriftauszeichnung wird in der Mathematik verwendet. Dort kommt sie vor allem in den Standardbezeichnungen der grundlegenden Zahlenbereiche vor.

## Verwendung
Ursprünglich stammt der Doppelstrich aus dem Vortrag an der Tafel, wo er verwendet wird, um Buchstaben zu kennzeichnen, die in der gedruckten Vorlage fett dargestellt werden, was sich handschriftlich nur sehr aufwändig durch Ausmalen wiedergeben lässt. Entsprechend wird diese Schriftauszeichnung im Englischen auch blackboard bold genannt und hat auch in anderen Sprachen ähnliche Namen. In den 1960er-Jahren fanden Buchstaben mit Doppelstrich dann Einzug in gedruckte Texte, das vermutlich früheste Werk ist ein Buch über komplexe Analysis von Robert Gunning und Hugo Rossi von 1965.
Einige Autoren wie etwa Jean-Pierre Serre verwenden in gedruckten Texten weiterhin gewöhnliche fette Buchstaben und verzichten ganz auf den Doppelstrich.
Als Bezeichnung für die wichtigsten Zahlenmengen sind Buchstaben mit Doppelstrich jedoch allgemein anerkannt:
- ℕ für die natürlichen Zahlen (uneinheitlich mit oder ohne null),
- ℤ für die ganzen Zahlen (von Zahlen),
- ℚ für die rationalen Zahlen (von Quotient),
- ℝ für die reellen Zahlen und
- ℂ für die komplexen Zahlen (von lateinisch complexus ‚zusammengesetzt‘, vgl. auch englisch complex)

Für Klarstellungen oder Einschränkungen werden oft hoch- oder tiefgestellte Symbole angehängt, beispielsweise:
- ℕ0 für die natürlichen Zahlen einschließlich null, zur Verdeutlichung oder zur Abgrenzung von ℕ ohne null,
- ℤ+ für die positiven ganzen Zahlen, d. h, die natürlichen Zahlen ohne null, bspw. um die Mehrdeutigkeit von ℕ gänzlich zu umgehen,
- ℚ>0 für die positiven rationalen Zahlen, wobei auch andere Ungleichungssymbole (<, ≤, ≥, ≠) vorkommen.
- ℝ+
0 für die nicht negativen reellen Zahlen,
- ℂ* für komplexe Zahlen ungleich null, wobei die Schreibweise mit Stern nur für Körper (in dieser Auflistung sind das ℚ, ℝ und ℂ) diese Bedeutung hat.

Darüber hinaus ist die Verwendung in der mathematischen Notation uneinheitlich. In der Schule ist es teilweise üblich, sämtliche Mengen mit Doppelstrich zu kennzeichnen, etwa 𝔻 für den Definitionsbereich und 𝕃 für die Lösungsmenge.
Außerhalb der Schule werden Buchstaben mit Doppelstrich wesentlich seltener verwendet, meist sind sie Mengen mit einer bestimmten algebraischen Struktur vorbehalten. Die Zahlenmengen der hyperkomplexen Zahlen werden oft durch Buchstaben mit Doppelstrich bezeichnet, beispielsweise:
- ℍ für die Quaternionen (H für Hamilton, den Entdecker),
- 𝕆 für die Oktonionen und
- 𝕊 für die Sedenionen.

Außerdem wird die Menge der Primzahlen oft mit ℙ bezeichnet. Seltener verwendet werden:
- 𝔸 für die algebraischen Zahlen
- 𝕀 uneinheitlich für die imaginären Zahlen (alternativ iℝ) oder irrationalen Zahlen (alternativ ℝ∖ℚ).

Neben den lateinischen Großbuchstaben werden auch andere Zeichen mit Doppelstrich verwendet, so findet sich selten ein kleines i mit Doppelstrich (ⅈ) als imaginäre Einheit, die Ziffer 1 mit Doppelstrich (𝟙) wird als Bezeichnung für die Indikatorfunktion oder auch für die Einheitsmatrix verwendet und das kleine griechische My mit Doppelstrich für die Gruppe der Einheitswurzeln. In der Wahrscheinlichkeitsrechnung sind außerdem das große P mit Doppelstrich (ℙ) für die Wahrscheinlichkeit und das E mit Doppelstrich (𝔼) in der Notation des Erwartungswertes einer Zufallsvariablen geläufig.

## Kodierung
In LaTeX stellt das AMS-Font-Paket amsfonts den Befehl \mathbb zur Darstellung von Buchstaben mit Doppelstrich zur Verfügung. Auch andere Pakete stellen – teilweise unter dem gleichen Namen – Befehle zur Verfügung, die neben lateinischen Großbuchstaben auch andere Zeichen mit Doppelstrich darstellen können.
In Unicode gab es zunächst einige ausgewählte Zeichen mit Doppelstrich im Unicodeblock Buchstabenähnliche Symbole: Die gebräuchlichen Zeichen ℂ, ℍ, ℕ, ℙ, ℚ, ℝ und ℤ, außerdem ℼ (Kreiszahl), ℽ (Euler-Mascheroni-Konstante), ℾ, ℿ (Produktzeichen), ⅀ (Summenzeichen), ⅅ (Ableitungsoperator), ⅆ (Ableitungsoperator oder -symbol), ⅇ (Eulersche Zahl), ⅈ (imaginäre Einheit), ⅉ (imaginäre Einheit in der Elektrotechnik). Mit der Version 3.1 wurde dann der Unicodeblock Mathematische alphanumerische Symbole eingeführt, der die noch fehlenden lateinischen Großbuchstaben, sämtliche lateinische Kleinbuchstaben (U+1D538 bis U+1D56B) und alle Ziffern mit Doppelstrich (U+1D7D9 bis U+1D7E1) enthält. Außerdem gibt es seit Version 6.1 den Unicodeblock Arabische mathematische alphanumerische Symbole mit arabischen Buchstaben mit Doppelstrich.